# Rhodococcus turanicus
Rhodococcus turanicus är en insektsart som först beskrevs av Archangelskaya 1937.  Rhodococcus turanicus ingår i släktet Rhodococcus och familjen skålsköldlöss. Inga underarter finns listade i Catalogue of Life.